# Метод рухливих клітинних автоматів
Метод рухливих клітинних автоматів (MCA, від англ. movable cellular automata) — це метод обчислювальної механіки деформованого твердого тіла, заснований на дискретному підході. Він поєднує переваги методу класичних клітинних автоматів і методу дискретних елементів. Важливою перевагою методу МСА є можливість моделювання руйнування матеріалу, включаючи генерацію пошкоджень, поширення тріщин, фрагментацію і перемішування речовини. Моделювання саме цих процесів викликає найбільші труднощі в методах механіки суцільних середовищ (метод скінченних елементів, метод скінченних різниць тощо), що є причиною розробки нових концепцій, наприклад, таких як перідинаміка. Відомо, що метод дискретних елементів дуже ефективно описує поведінку гранульованих середовищ. Особливості розрахунку сил взаємодії між рухомими клітинними автоматами дозволяють описувати в рамках єдиного підходу поведінку як гранульованих, так і суцільних середовищ. Так, при прагненні характерного розміру автомата до нуля формалізм методу MCA дозволяє перейти до класичних співвідношень механіки суцільного середовища.

## Основні положення методу

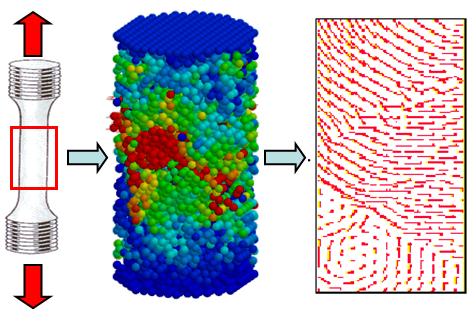
Об'єкт (ліворуч) описується у вигляді набору взаємодіючих автоматів (у центрі). Праворуч представлено поле швидкостей автоматів.

У рамках методу MCA об'єкт моделювання описується як набір взаємодіючих елементів / автоматів. Динаміка безлічі автоматів визначається силами їх взаємодії і правилами для зміни їх стану. Еволюція цієї системи в просторі і в часі визначається рівняннями руху. Сили взаємодії та правила для зв'язаних елементів визначаються функціями відгуку автомата. Ці функції задаються для кожного автомата. Протягом руху автомата наступні нові параметри клітинного автомата розраховуються: Ri - радіус-вектор автомата; Vi - швидкість автомата; {\displaystyle \omega }i - кутова швидкість автомата; {\displaystyle \theta }i - вектор повороту автомата; mi - маса автомата; Ji - момент інерції автомата.

## Нова концепція - концепція сусідів

Кожен автомат має декілька сусідів

Нова концепція методу MCA заснована на уявленні стану пари автоматів (пов'язує пару взаємодіючих автоматів) у додаток до звичайного стану окремого автомата. Зауважимо що облік цього визначення дозволяє перейти від статичної сіткової концепції до концепції сусідів. В результаті цього, автомати мають можливість змінювати своїх сусідів шляхом перемикання стану (залежностей) пар.

## Визначення параметрів стану пари автоматів
Введення нового типу стану вимагає нового параметра використовується як критерію перемикання в стан пов'язані. Це визначається як параметр перекриття автоматів hij. І так, зв'язок клітинних автоматів характеризується величиною їх перекриття.
Початкова структура формується установкою властивостей особливого зв'язку між кожною парою сусідніх елементів.

## Критерії перемикання пари автоматів у стан пов'язані

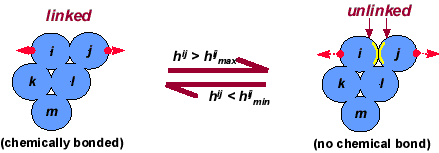
Пара автоматів ij зліва знаходяться у зв'язаному стані, справа - в незв'язаному.

У порівнянні з методом класичних клітинних автоматами в методі MCA не тільки одиничний автомат але і такожзв'язку автоматів можуть переключатися. Відповідно до концепції бістабільних автоматів вводиться два стани пари (взаємозв'язок):
| пов'язані  | обидва автомата належать одному суцільному тілу                         |
| незв'язані | кожен автомат належить різних тіл або фрагментів пошкодженого матеріалу |

Отже,зміна стану зв'язку пари визначається відносним рухом автоматів, і середовище формується такими парами може бути названабістабільної середовищем.

## Рівняння руху MCA
Еволюція MCA середовища описується наступнимирівняннями трансляційного руху:
{\displaystyle {d^{2}h^{ij} \over dt^{2}}=\left({1 \over m^{i}}+{1 \over m^{j}}\right)p^{ij}+\sum _{k\neq j}C(ij,ik)\psi (\alpha _{ij,ik}){1 \over m^{i}}p^{ik}+\sum _{\ell \neq i}C(ij,j\ell )\psi (\alpha _{ij,j\ell }){1 \over m^{j}}p^{j\ell }}

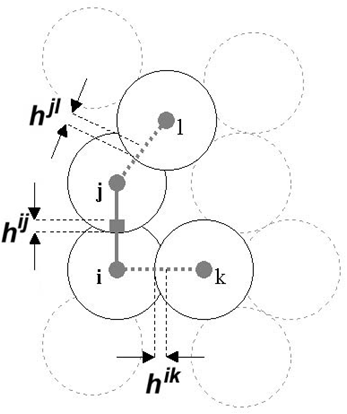
Облік сил, що діють між автоматами ij з боку їхніх сусідів.

Тут mi це маса автомата i, pij це центральна сила діє між автоматами і та j, C (ij,ik) це особливий коефіцієнт асоційований з перенесенням параметра h з пари ij до ik, ψ (αij,ik) це кут між напрямками ij і ik.
Обертальні рухи також можуть бути враховані з точністю обмеженою розміром клітинного автомата. Рівняння обертального руху можуть бути записані таким чином:
{\displaystyle {d^{2}\theta ^{ij} \over dt^{2}}=\left({q^{ij} \over J^{i}}+{q^{ji} \over J^{j}}\right)\tau ^{ij}+\sum _{k\neq j}S(ij,ik){q^{ik} \over J^{i}}\tau ^{ik}+\sum _{l\neq j}S(ij,jl){q^{jl} \over J^{j}}\tau ^{jl}}
Тут Θij кут відносного повороту (це параметр переключення подібно hij трансляційного руху), qij(ji) це відстань від центру автомата i (j) до точки контакту з автоматом j (i) (кутовий момент), τij це парне тангенціальне взаємодія, S (ij, ik (jl)) це особливий коефіцієнт асоційований з параметром перенесення Θ від однієї пари до іншої (це схоже на C (ij, ik (jl)) з рівнянь трансляційного руху).
Слід зазначити, що рівняння повністю аналогічні рівнянням руху для багато-часткової середовища.

## Визначення деформації пари автоматів
Зсув пари автоматів

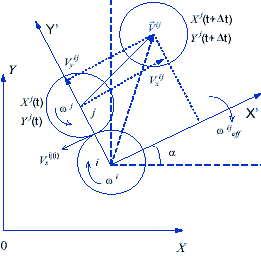
Обертання тіла як цілого не призводить до деформації між автоматами

Безрозмірний параметр деформації для усуненняi j пари автоматів записується як:
{\displaystyle \varepsilon ^{ij}={h^{ij} \over r_{0}^{ij}}={\left(q^{ij}+q^{ji}\right)-\left(d^{i}+d^{j}\right){\big /}2 \over \left(d^{i}+d^{j}\right){\big /}2}}
У цьому випадку:
{\displaystyle \left(\Delta {\varepsilon ^{i(j)}}+\Delta {\varepsilon ^{j(i)}}\right){\left(d^{i}+d^{j}\right) \over 2}=V_{n}^{ij}\Delta {t}}
де Δt тимчасової крок, Vnij - залежна швидкість.
Обертання пари автоматів може бути пораховано аналогічно з зв'язком останнього змішання.

## Опис необоротної деформації в методі MCA

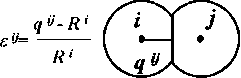
Деформація визначається величиною перекриття автоматів

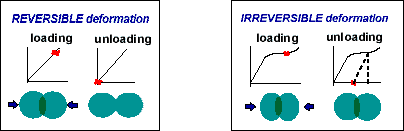
Існує два типи функцій відгуку автоматів

Параметр εij використовується як міра деформації автомата i взаємодіє з автоматом j. Де qij - відстань від центру автомата i до точки його контакту з автоматом j; Ri = di / 2 (di - розмір автомата  i).
Наприклад титановий зразок при циклічному навантаженні (розтяг-стиск). Діаграма деформування показана на наступному малюнку:
| схема навантаження | діаграма деформування                   |
| ------------------ | --------------------------------------- |
|                    |                                         |
|                    | (Червоні точки - експериментальні дані) |

## Переваги методу MCA
Завдяки рухливості кожного автоматаметод MCA дозволяє безпосередньо враховувати такі події як:
- Перемішування мас
- Ефект проникнення
- Хімічні реакції
- Інтенсивні деформації
- Фазові перетворення
- Накопичення ушкоджень
- Фрагментація і тріщини
- Генерація і розвиток ушкоджень

Використовуючи різні граничні умови різних типів (жорсткі, пружні, в'язко-пружні, т.д.) можна імітувати різні властивості навколишнього середовища, що містить модельовану систему. Можна моделювати різні режими механічного навантаження (розтяг, стиск, зсув, т.д.) за допомогою налаштувань додаткових станів на кордонах.

## Програмне забезпечення
- MCA software package
- Програма для моделювання матеріалів в дискретно континуальному підході «FEM+MCA»: Номер державної реєстрації в ОФАП (Патент): 50208802297 / Смолин А. Ю., Зелепугин С. А., Добрынин С. А.; заявник та організація-розробник рос. ГОУ ВПО Томский государственный университет. — зарег. 28.11.2008; свідоцтво ОФАП № 11826 від 01.12.2008.